# 贾森·劳森
贾森·L·劳森（英語：Jason L. Lawson，1974年9月2日—），美国NBA联盟职业篮球运动员。他在1997年的NBA选秀中第2轮第13顺位被丹佛掘金选中。